# Cnemidophyllum
Cnemidophyllum is een geslacht van rechtvleugeligen uit de familie van de sabelsprinkhanen (Tettigoniidae). De wetenschappelijke naam werd gepubliceerd in 1917 door Rehn.

## Soorten
Cnemidophyllum omvat de volgende soorten:
- Cnemidophyllum eximium Hebard, 1927
- Cnemidophyllum lineatum Brunner von Wattenwyl, 1891
- Cnemidophyllum longissimum Emsley, 1970
- Cnemidophyllum oblitum Costa Lima, 1933
- Cnemidophyllum citrifolium Linnaeus, 1758
- Cnemidophyllum stridulans Hebard, 1927
- Cnemidophyllum granti Emsley, 1970